# Кошарка на Летњим олимпијским играма 1988.
Кошаркашки турнир на Летњим олимпијским играма одржаним 1988. године је дванаести по реду званични кошаркашки турнир на Олимпијским играма, а четврти по реду кошаркашки турнир на Олимпијским играма на којем су учествовале жене. Турнир је одржан у Џамсил Арени у Сеулу, Јужна Кореја.

## Освајачи медаља
| Дисциплина | Злато            | Сребро      | Бронза           |
| ---------- | ---------------- | ----------- | ---------------- |
| Мушкарци   | Совјетски Савез  | Југославија | Сједињене Државе |
| Жене       | Сједињене Државе | Југославија | Совјетски Савез  |

## Учесници

### Мушкарци
| - Аустралија - Бразил - Египат - Југославија - Канада - Јужна Кореја | - Кина - Порторико - Сједињене Америчке Државе - Совјетски Савез - Централноафричка Република - Шпанија |

### Жене
| - Аустралија - Бугарска - Југославија - Кина | - Јужна Кореја - Сједињене Америчке Државе - Совјетски Савез - Чехословачка |